# Patrick Metcalfe
Patrick Metcalfe (* 11. November 1998 in Richmond, British Columbia) ist ein kanadisch-philippinischer Fußballspieler. Der Mittelfeldspieler steht seit 2023 beim Fredrikstad FK unter Vertrag.

## Karriere

### Jugend
Metcalfe begann seine Karriere beim Richmond FC in seiner Heimat in Kanada. Nach sieben Jahren bei Richmond wechselte er 2013 zum Fusion FC, den er drei Jahre später Richtung Vancouver Whitecaps verließ.

### Whitecaps FC 2
Im April 2017 unterzeichnete er einen Vertrag bei Whitecaps FC 2. Sein Debüt im Herrenbereich gab er am 28. Mai 2017 in der United Soccer League: Bei der 1:2-Heimniederlage von Whitecaps FC 2 gegen Real Monarchs SLC wurde Metcalfe zur Halbzeit beim Stand von 0:2 eingewechselt. In der Saison 2017 folgten drei weitere Einsätze, wobei er zweimal von Anfang an spielte.

### TSS Rovers
In der Saison 2018 spielte Metcalfe für ein Jahr in der USL League Two mit TSS Rovers und kam auf zehn Einsätze.

### Vancouver Whitecaps FC
Im Februar 2019 unterschrieb er zunächst einen Vertrag beim Development Team des Vereins. Mit dem Team absolvierte er Reisen nach England, Südkorea und Mexiko und wusste zu überzeugen. Im Januar 2020 unterschrieb er deshalb einen MLS-Homegrown-Vertrag. Sein Debüt für Vancouver gab er am 18. August 2020 bei der 0:3-Auswärtsniederlage bei Toronto FC; Metcalfe wurde in der 81. Spielminute für Russell Teibert eingewechselt. Bei allen sechs Einsätzen in der Saison 2020 von Metcalfe verlor Vancouver, auch bei beiden Startelfeinsätzen. In der MLS-Saison 2021 sammelte Metcalfe deutlich mehr Einsätze. In den 13 Spielen wurde er auf verschiedenen Positionen eingesetzt, sowohl als Linksverteidiger, Innenverteidiger, rechter Mittelfeldspieler oder auch als defensiver Mittelfeldspieler. Im Dezember 2021 gab der Verein in einer Vereinsmitteilung die Trennung von Metcalfe zum Ende des Jahres bekannt.

### Stabæk Fotball
Am 23. März 2022 gab der norwegische Zweitligist Stabæk die Verpflichtung des Kanadiers bekannt. Sein Debüt feierte er am 1. Spieltag der OBOS-Liga; beim 3:2-Auswärtssieg bei Skeid Oslo wurde Metcalfe in der 83. Spielminute eingewechselt. Nachdem er anfangs häufig nur eingewechselt wurde, konnte er sich im Laufe der Saison einen Startelfplatz sichern. Sein erstes Profitor erzielte er am 18. September 2022, das 1:0 beim 4:0-Auswärtsieg bei Grorud IL. Insgesamt absolvierte er 23 Begegnungen in der Liga, zwei im Pokal und neun für die zweite Mannschaft in der vierthöchsten Spielklasse.

### Fredrikstad FK
Nachdem Metcalfe mit Stabæk aufgestiegen war, verstärkte sich der Klub, sodass sich Metcalfe um seine Einsatzzeit sorgte. Deshalb wechselte er zum norwegischen Zweitligisten Fredrikstad FK, bei dem er einen Zweijahresvertrag unterschrieb. Sein Debüt für die Rot-Weißen feierte er am 1. Spieltag der neuen OBOS-Liga-Saison; beim 1:0-Auswärtsieg bei Kristiansund BK spielte der Kanadier über die komplette Distanz. Er absolvierte in seiner ersten Saison in Fredrikstad alle 30 möglichen Spielen und hatte somit einen großen Anteil am Aufstieg des FFK in die Eliteserie. Im Pokal absolvierte er drei von drei möglichen Partien. In seinem zweiten Jahr bestätigte er seine Funktion als Stammspieler auch in der ersten Liga. Neben allen 30 möglichen Spielen in der Eliteserie absolvierte er auch sieben von sieben möglichen Partien im Pokal. Im Finale des Pokals konnte sich Fredrikstad zum zwölften Mal zum norwegischen Pokalsieger krönen. Am 25. Dezember 2024 wurde in einer Vereinsmitteilung bekanntgegeben, dass der Vertrag nicht verlängert werde. Doch im März 2025 wurde dieser dann doch um ein weiteres Jahr verlängert.

### Nationalmannschaft
Im März 2021 wurde Metcalfe in den Kader der U23 Kanadas für das CONCACAF-Olympia-Qualifikations-Turnier berufen. Er kam in allen drei Gruppenbegegnungen zum Einsatz. Auch im Halbfinale gegen die U23 von Mexiko spielte er, musste aber nach dem 0:2 den Traum von Olympia aufgeben. Im Sommer 2021 nahm er außerdem am Training der kanadischen A-Nationalmannschaft vor den WM-Qualifikationsspielen teil.